# Cadek
Cadek is een bestuurslaag in het regentschap Aceh Besar van de provincie Atjeh, Indonesië. Cadek telt 784 inwoners (volkstelling 2010).